# Canton du Theil
Le canton du Theil est une ancienne division administrative française située dans le département de l'Orne et la région Basse-Normandie.

## Géographie
Ce canton était organisé autour du Theil dans l'arrondissement de Mortagne-au-Perche. Son altitude variait de 89 m (Ceton) à 271 m (Ceton) pour une altitude moyenne de 130 m.

## Représentation

### Conseillers généraux de 1833 à 2015
| Période | Période          | Identité                                  | Étiquette             | Qualité                                                                                 |
| ------- | ---------------- | ----------------------------------------- | --------------------- | --------------------------------------------------------------------------------------- |
| 1833    | 1845             | Jean-François Ballot                      | Républicain modéré    | Maire de Bellême, député (1830-1849)                                                    |
| 1845    | 1848             | Henri-Philibert, marquis de Turin         |                       | Propriétaire, maire de Ceton                                                            |
| 1848    | 1852             | Numa Renoud                               |                       | Maire du Theil, conseiller d'arrondissement                                             |
| 1852    | 1854             | Jules Langlois d'Amilly                   |                       | Conseiller d'État, député, ancien préfet de l'Orne, propriétaire à Saint-Agnan-sur-Erre |
| 1854    | 1870             | Armand Gustave Camille, comte d'Orglandes |                       | Ancien officier de cavalerie, propriétaire, maire d'Igé                                 |
| 1870    | 1876 (décès)     | Joseph Bertrand Abadie                    |                       | Industriel (papier à cigarettes), maire du Theil                                        |
| 1876    | 1886             | Jules Louveau                             | Républicain           | Notaire, maire de Ceton (1879-…)                                                        |
| 1886    | 1913 (décès)     | Egbert Abadie (fils de J.B. Abadie)       | Républicain           | Manufacturier et maire du Theil                                                         |
| 1913    | 1923 (décès)     | Michel Abadie (fils du précédent)         | DVD                   | Manufacturier au Theil                                                                  |
| 1923    | 1940             | Pierre Abadie (fils du précédent)         | RG                    | Administrateur délégué de la société des papiers Abadie, maire du Theil                 |
|         |                  |                                           |                       |                                                                                         |
| 1943    | 1945             | Jean Marquet                              |                       | Maire du Theil, nommé conseiller départemental en 1943                                  |
|         |                  |                                           |                       |                                                                                         |
| 1945    | 1949             | Guy de Courson                            | DVD-RPF               | Propriétaire à L'Hermitière                                                             |
| 1949    | 1994 (démission) | Guillaume de Courson                      | UNR puis RPR          | Directeur de banque, maire de L'Hermitière                                              |
| 1995    | 2015             | Gilles de Courson (fils du précédent)     | RPR puis UMP puis DVD | Directeur de société, maire de L'Hermitière, 2e vice-président du conseil général       |

### Conseillers d'arrondissement (de 1833 à 1940)
| Période                                  | Période      | Identité                                | Étiquette    | Qualité |
| ---------------------------------------- | ------------ | --------------------------------------- | ------------ | --- |
| 1833                                     | 1839         | Louis François de Saint-Pol (1780-1846) |              | Propriétaire à Masles                                                                                       |
| 1839                                     | 1845         | Philippe Alexandre Lebrun de Charmettes |              | Propriétaire à Ceton                                                                                        |
| 1845                                     | 1848         | Numa Renoud                             |              | Maire du Theil                                                                                              |
|                                          |              |                                         |              | |
| 1868                                     |              | M. Gondouin                             |              | Notaire à Ceton                                                                                             |
|                                          |              |                                         |              | |
|                                          | 1886 (décès) | Adolphe-Alphonse Blanche (1843-1886)    | Républicain  | Chaufournier, propriétaire à Ceton                                                                          |
| 1886                                     | 1908 (décès) | Justin Charles Dourdoigne (1826-1908)   | Conservateur | Marchand de grains au Theil                                                                                 |
|                                          | 1913         | Paul Romme                              | Républicain  | |
| 1913                                     | 192.         | M. Veau                                 | Radical      | |
| 192.                                     | 1940         | Laurent-Omer Letourneur (1880-1956)     |              | Cultivateur à Ceton                                                                                         |
| 1940                                     |              |                                         |              | Les conseils d'arrondissement ont été suspendus par la loi du 12 octobre 1940 et n'ont jamais été réactivés |
| Les données manquantes sont à compléter. |              |                                         |              | |

Le canton participe à l'élection du député de la deuxième circonscription de l'Orne.

## Composition

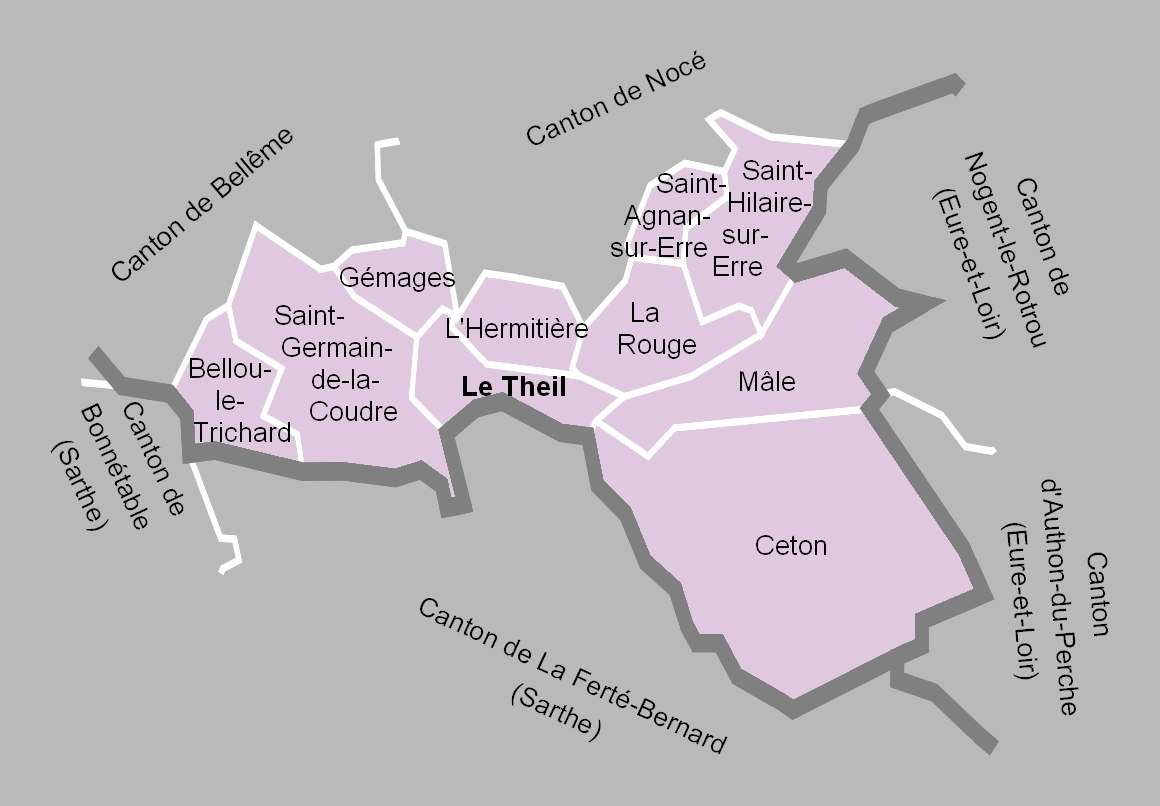
La carte des communes du canton. Les cantons limitrophes étaient ceux de Bellême, de Nocé, de Nogent-le-Rotrou, d'Authon-du-Perche, de La Ferté-Bernard et de Bonnétable.

Le canton du Theil comptait 7 304 habitants en 2012 (population municipale) et regroupait dix communes :
- Bellou-le-Trichard ;
- Ceton ;
- Gémages ;
- L'Hermitière ;
- Mâle ;
- La Rouge ;
- Saint-Agnan-sur-Erre ;
- Saint-Germain-de-la-Coudre ;
- Saint-Hilaire-sur-Erre ;
- Le Theil.

À la suite du redécoupage des cantons pour 2015, toutes les communes sont rattachées au canton de Ceton.
Contrairement à beaucoup d'autres cantons, le canton du Theil n'incluait aucune commune supprimée depuis la création des communes sous la Révolution.

## Démographie
| 1962  | 1968  | 1975  | 1982  | 1990  | 1999  | 2006  | 2011  | 2012  |
| ----- | ----- | ----- | ----- | ----- | ----- | ----- | ----- | ----- |
| 6 182 | 5 885 | 6 031 | 6 555 | 6 938 | 7 200 | 7 478 | 7 332 | 7 304 |